# 二硫化水素
二硫化水素（にりゅうかすいそ、英: Hydrogen disulfide）は、分子式H2S2の無機化合物で、カルコゲン化水素の1つである。淡黄色の揮発性液体で、樟脳様の香りを持つ。硫化水素と単体硫黄に不均化しやすい。

## 構造
過酸化水素に似てC2対称性を持つ非平面形分子である。二面角は、過酸化水素が111.5°であるのに対し、90.6°である。H-S-S結合角は92°で、非混成2価硫黄の90°に近い。

## 合成と反応
アルカリ金属またはアルカリ土類金属の多硫化物を水に溶解させることで得られる。−15 °Cで溶液を濃塩酸と混ぜると、ポリスルファンの混合物からなる黄色油状の液体が水層の下に溜まる。この油を蒸留することにより、他の多硫化物（主に三硫化物）から二硫化水素を分離できる。
二硫化水素は周囲の環境により、硫化水素と硫黄に分解しやすい。有機硫黄化学では、二硫化水素はアルケンに付加して、二硫化物とチオールを生成する。

## 量子トンネル効果の研究
二硫化水素の重水素型DSSDは通常の二硫化水素と似た配置を持つが、トンネル効果を起こすまでの時間が長くなるため、量子系の頻繁な観測がその発展を抑制するという量子ゼノン効果の良いテストケースとなる。TrostとHornbergerは、孤立したDSSD分子は5.6 msの周期で左右のキラル型の間を自発的に往復するが、不活性ヘリウムガスが少量存在するとそのキラル状態が安定化すると計算した。これはヘリウム原子の衝突が事実上、分子の瞬間的なキラリティを「観察」することになり、他のキラル状態への自発的な発展を抑制するためであるとされる。

## 健康への影響
樟脳や二塩化硫黄に似た「ひどい刺激臭」を持ち、「涙や鼻がうずく感覚」をもたらすとされている。高濃度で存在する場合、めまい、方向感覚喪失、そして最終的には意識喪失につながり得る。